# Heves vármegye vízrajza

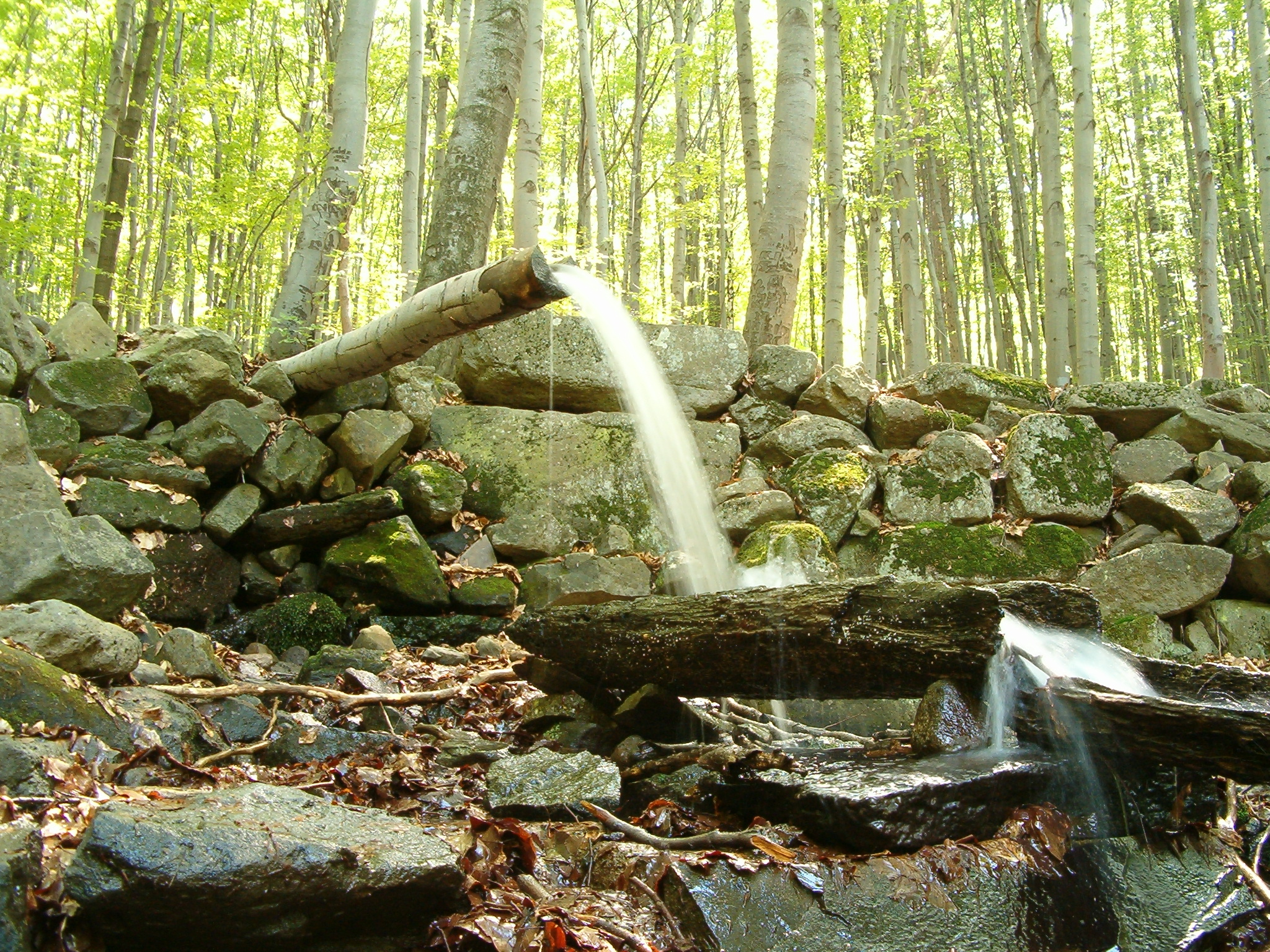
A Nagy-forrás a Mátrában, a Pisztrángos-tó mellett

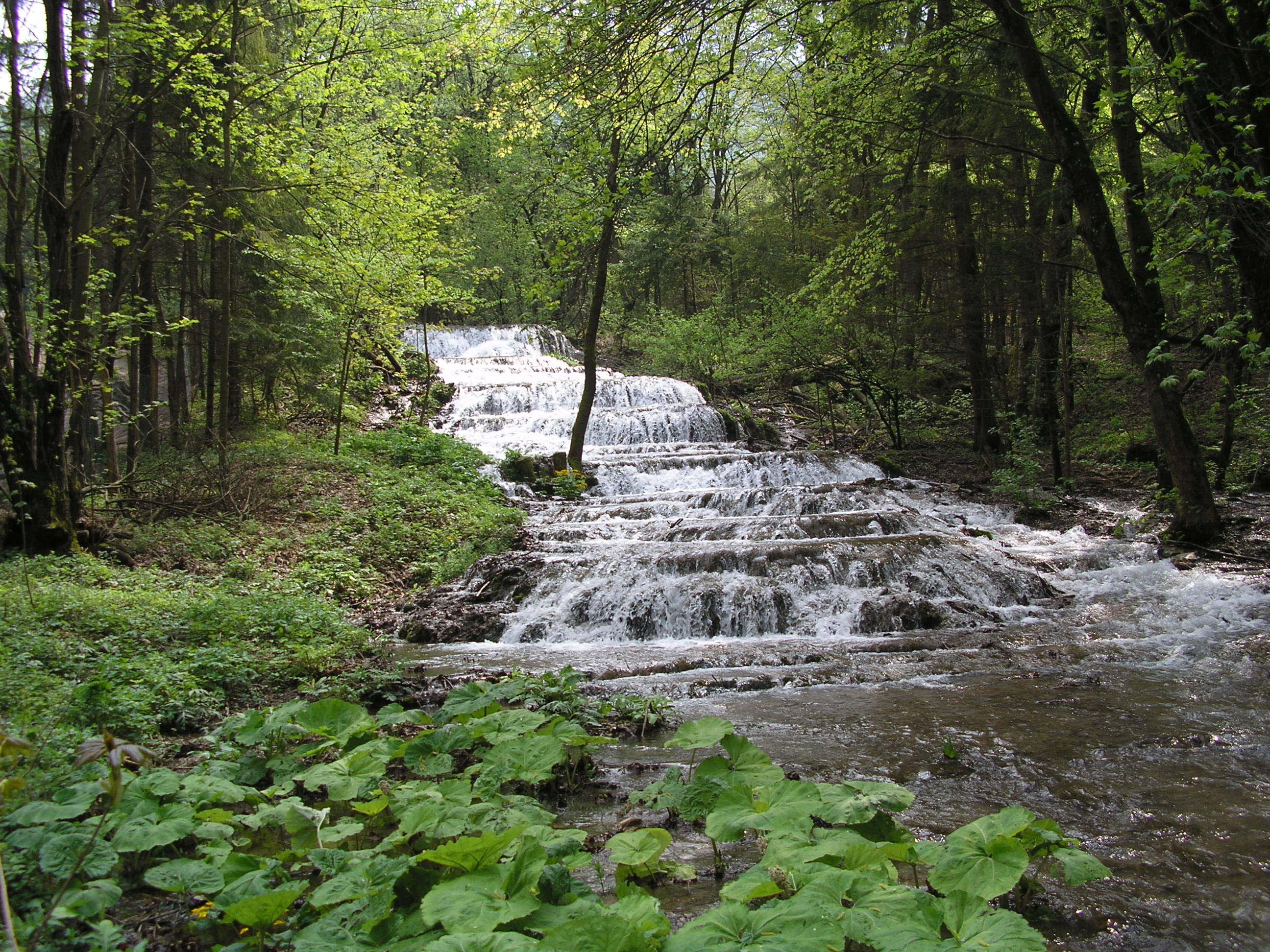
A Fátyol-vízesés a Szalajka-völgyben, Szilvásváradnál

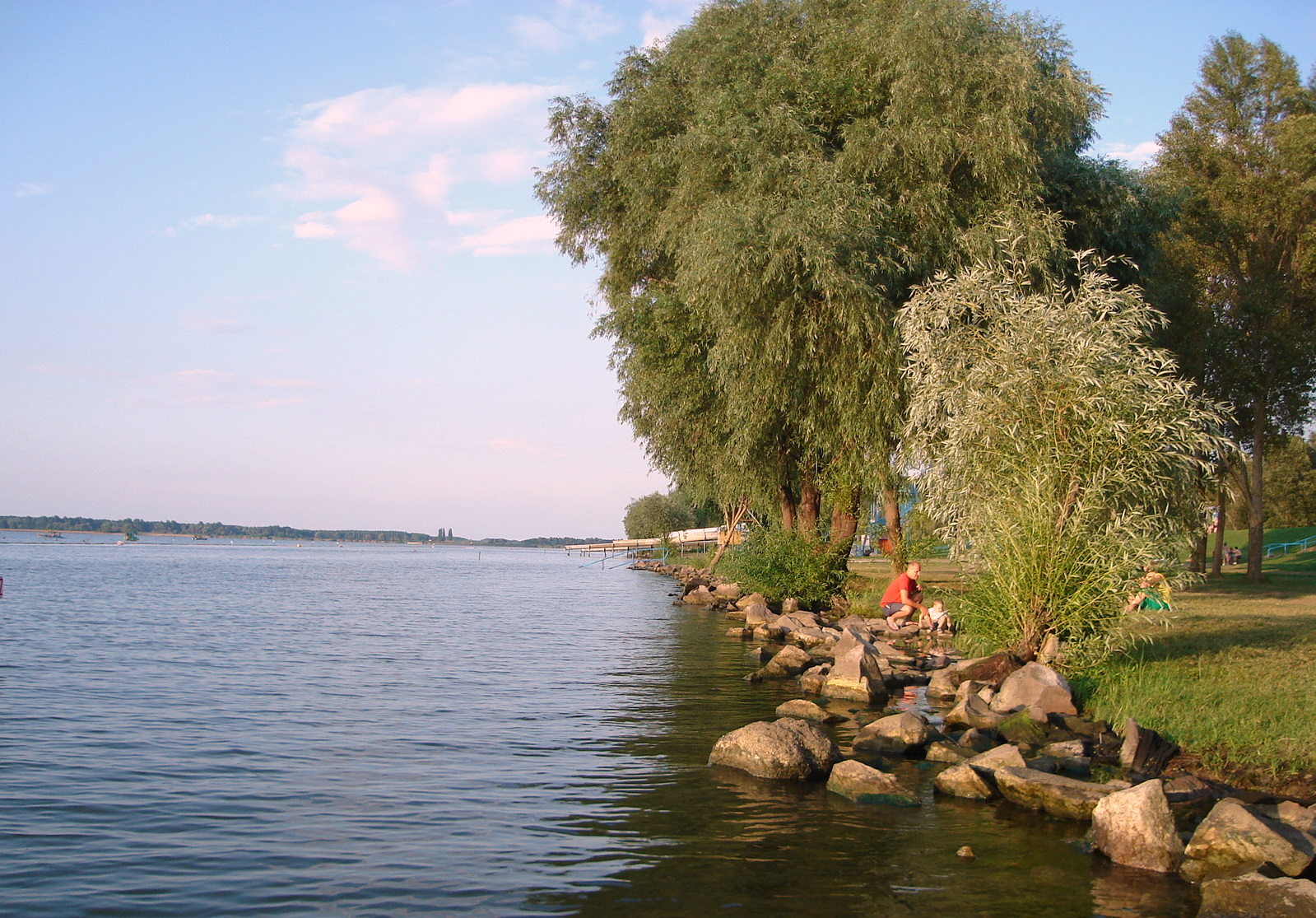
A Tisza-tó

Heves vármegye vízrajzát elsősorban a négy legjelentősebb felszíni vízfolyás, valamint a megye déli határa felől a Tisza és a Tisza-tó határozzák meg. A vármegye területének északi, hegyvidékes részéről a Zagyva, a Tarna, a Laskó-patak és az Eger-patak gyűjtik össze a lehulló csapadékvizet. A megye síkvidéki részeit mesterséges csatornahálózat hálózza be, amely a belvíz elvezetésében és a földek öntözésében játszik szerepet. A megye állóvizei közül kiemelkedik a Tisza-tó idegenforgalmi, környezetvédelmi és vízgazdálkodási jelentősége. A vármegyében elsősorban bányatavakat, illetve a hegyvidékekről lefutó patakokon létrehozott, felduzzasztott vizű víztározókat találunk. A Bükk-vidék központja számtalan földalatti vízfolyásnak ad otthont. A hegyvidéki részeken számos forrást, illetve néhány vízesést is találunk.

## Környezetvédelem
A megyében a lakások mintegy három negyede a közüzemi szennyvíz elvezető hálózatra van kapcsolva, amely kedvező a felszíni és a felszín alatti víz készlet védelme szempontjából. Ez megfelel a környező vármegyék csatornázottsági szintjének.